# Corgatha dichionistis
Corgatha dichionistis är en fjärilsart som beskrevs av Turner 1902. Corgatha dichionistis ingår i släktet Corgatha och familjen nattflyn. Inga underarter finns listade i Catalogue of Life.